# Canário vermelho

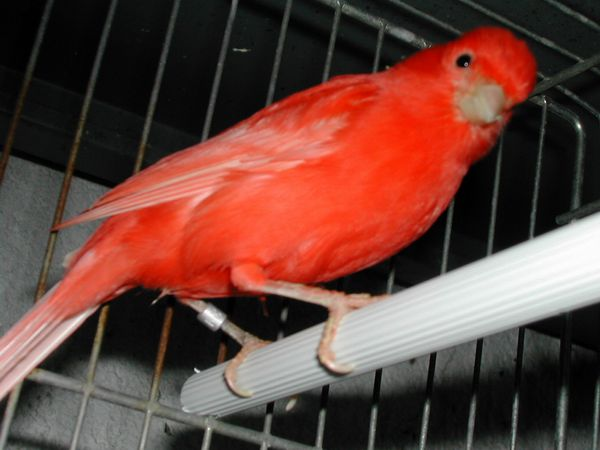
Canário Vermelho

A cor vermelha foi introduzida no canário domestico pelo cruzamento com o pintassilgo-da-venezuela (Carduelis cucullata), argumentado pelo biólogo Tim Birkhead como sendo o primeiro animal geneticamente manipulado da história.
É um pássaro com um comprimento total de 12,5 centímetros e com um comprimento de asa de 71 milímetros. A sua plumagem é vermelha. A postura é de quatro a cinco ovos que têm um período de incubação de 15 dias. O ninho colocado, geralmente, a entre 4 e 6 metros do solo entre ramos de loureiros, pinheiros e grandes tojos arbóreos, é confeccionado com fibras vegetais, ervas e folhas de estevas. Aparece muitas vezes atapetado por líquenes, pêlos e penas. O macho não colabora na incubação mas quando os juvenis nascem é solicitado a procurar alimento. Os juvenis com três semanas de idade são já capazes de voar, permanecendo ainda um certo tempo na tutela materna.
No ramo da arte da criação de canários, há três grandes grupos: os canários de cor, os de porte e os de canto. Os canários de cor, pela classificação da OBJO (Ordem Brasileira de Juízes de Ornitologia), contam hoje com quase 450 cores.